# Herochroma yazakii
Herochroma yazakii là một loài bướm đêm thuộc họ Geometridae. Loài này có ở Trung Quốc (Tứ Xuyên, Vân Nam), đông bắc Ấn Độ, Nepal và miền bắc Thái Lan.